# Defence Blog
Defence Blog – portal internetowy poświęcony publikowaniu informacji o wydarzeniach z dziedziny obronności międzynarodowej, wojskowej i strategicznej. Strona internetowa dostępna jest w języku angielskim. Strona została założona przez zespół kierowany przez Dylana Malyasova w 2013 roku. Obecnie serwis uzyskuje około 1 miliona odsłon miesięcznie z około 150 krajów i jest najpopularniejszy w USA (ponad 20% jej odbiorców) i Brazylii (ponad 10% jej odbiorców). Obecnie strona ta jest wiarygodnym źródłem wiadomości i jest cytowana przez ArmyTimes, Military.com, UNIAN i inne.

## Personel[10]
- Dylan Malyasov – współzałożyciel i redaktor naczelny.
- Colton Jones – redaktor technologiczny.
- Min Cheol Gu – reporter obrony, pracujący nad koreańskimi wiadomościami wojskowymi.
- Daisuke Sato – reporter obrony, dostarczający wiadomości z regionu Azji i Pacyfiku.